# Natura 2000-område nr. 67 Borris Hede
Natura 2000-område nr. 67 Borris Hede er et habitatområde (H60) og fuglebeskyttelsesområde (F37), der har et areal på i alt 4.778 ha som ejes af staten. Området benyttes af Forsvaret, som kalder det Borris skydeterræn, og der er adgang forbudt uden tilladelse, og der er derfor stort set ingen færdsel i den centrale del. Det meste af heden ligger i Ringkøbing-Skjern Kommune, men den østligste del ligger i Herning Kommune. Området ligger omkring 10 km øst for Skjern og Tarm og sydvest for Sønder Felding i Vestjylland, syd for Skjern Å, og Omme Å krydser gennem hedens sydlige del. Området var hjemsted for en af de sidste større bestande af urfugle i Danmark
Det er landsts største hedeområde hvor de dominerende naturtyper er tør og våd hede, men der er også væsentlige forekomster af moser og kær. Omkring 12 % er skovbevokset med overvejende nåletræsbevoksninger mens de få løvtræsbevoksninger domineres af eg og birk.
Det flade, sandede terræn er et typisk hedeslettelandskab dannet af aflejringer fra smeltevand fra sidste istid. Området er af såvel national som international betydning i kraft af de landskabelige samt flora- og faunamæssige naturværdier.

## Udpegningsgrundlag for fuglebeskyttelsesområdet
På fuglebeskyttelsesområdet Borris Hede er der bestande af truede hedefugle, og det er et af de sidste steder med ynglende hjejle i Danmark.
Der er også en lille, men fast bestand af ynglende tinksmed, og der har i nyere tid ynglet mosehornugle. Der findes
en stor bestand af rødrygget tornskade og enkelte par stor tornskade. I 2012 begyndte havørnen at yngle i området.
Fuglebeskyttelsesområdet er udpeget af hensyn til:
Ynglefugle:
- Rørdrum
- Rørhøg
- Hjejle
- Tinksmed
- Mosehornugle
- Rødrygget tornskade

Tilføjet for planperiode 2016-21:
- Hedehøg
- Natravn
- Hedelærke

## Fredninger
Staten opkøbte 1.830 ha i 1903 og siden da har arealet været fredet; I 1953 blev yderligere 2.900 ha overvejende landbrugsarealer opkøbt, - disse er ikke fredet, men er omfattet af en plejeplan. 

## Videre forløb
Natura 2000-planen blev vedtaget i 2011, hvorefter kommunalbestyrelserne
og Naturstyrelsen udarbejdede bindende handleplaner for
gennemførelsen af planen.  Planen videreføres og videreudvikles i senere planperioder.  Natura 2000-området ligger i Ringkøbing-Skjern Kommune, og naturplanen koordineres med vandplanen for 1.8 Hovedvandopland Ringkøbing Fjord 

## Eksterne kilder og henvisninger
1. ↑  Miljøstyrelsen Midtjylland (juni 2023). "Naturplan 2022-2027  Natura 2000-område nr. 67 Borris Hede" (PDF). mst.dk. Miljøstyrelsen. Arkiveret (PDF) fra originalen 9. juni 2024. Hentet 9. juni 2024.
2. ↑  
Miljøstyrelsen Midtjylland (2023). "Revideret basisanalyse 2022-2027  Natura 2000-område nr. 67 Borris Hede" (PDF). mst.dk. Miljøstyrelsen. Arkiveret (PDF) fra originalen 9. juni 2024. Hentet 9. juni 2024.
3. ↑  67 Borris Hede (Webside ikke længere tilgængelig) Natura 2000-planer 2016-21
4. ↑  Om fredningen på fredninger.dk
5. ↑  "Natura 2000-planlægning 2022-2027". mst.dk. Miljøstyrelsen. 2023. Arkiveret fra originalen 29. marts 2024. Hentet 11. maj 2024.
6. ↑  Forslag til vandplan Hovedvandopland 1.8 Ringkøbing Fjord via web.archive.org

- Naturplanen
- Naturplanen 2016-2021
- Basisanalysen 2007
- Basisanalysen 2016-21